# Cayeux-sur-Mer
Cayeux-sur-Mer és un municipi francès situat al departament del Somme i a la regió dels Alts de França. L'any 2018 tenia 2462 habitants.

## Demografia
El 2007 hi havia 3.684 habitatges, 1.249 eren l'habitatge principal, 2.291 eren segones residències i 143 estaven desocupats.

## Economia
No hi gaire activitat industrial, excepte l'explotació dels jaciments de còdols. El teixit econòmic és caracteritzat per serveis de proximitat, la construcció i sobretot el turisme. Roman una mica d'activitat pesquera. L'any 2000 hi havia disset explotacions agrícoles que conreaven uns 1.375 hectàrees. El municipi té una escola maternal i dues escoles elementals. El 2007 la població en edat de treballar era de 1.670 persones de les quals 1.034 eren actives.

## Llocs d'interés
- El ferrocarril historic de via estreta «Chemin de fer de la Baie de Somme» de Cayeux via Saint-Valery cap a Le Crotoy[5]

- La locomotora Haine-St-Pierre n°15
- L'estació
- L'estació

- El port pesquer i esportiu de Le Hourdel

- El cementiri municipal
- Le Hourdel
- La platja